# Oleksij Korobejnikow
Oleksij Korobejnikow (ukrainisch Олексій Коробейніков, wiss. Transliteration Oleksij Korobejnikov; russisch Алексей Витальевич Коробейников, Alexei Witaljewitsch Korobeinikow; * 12. Mai 1978 in Atschinsk, Region Krasnojarsk, Sowjetunion; † 16. Mai 2014 ebenda) war ein ukrainischer und russischer Biathlet.
Oleksij Korobejnikow startete international zunächst für Russland, erstmals bei den Juniorenweltmeisterschaften 1997 in Forni Avoltri, wo er mit der Staffel siegte, und 1998 in Jericho. Bei der Winter-Universiade 1999 in Poprad siegte er erneut mit der russischen Staffel.
Im Seniorenbereich startete er für die Ukraine, erstmals 2002 bei einem Europacupsprint (20.) in Ål. Anschließend wurde er auch erstmals im Biathlon-Weltcup bei Rennen in Pokljuka eingesetzt und wurde im Sprint 41. Bei den Europameisterschaften 2003 in Forni Avoltri gewann er Gold im Sprint und verwies den viermaligen Weltmeister Uladsimer Dratschou auf den zweiten Rang. Anschließend wurde er bei seinen ersten Weltmeisterschaften 44. im Einzel.
Zum Saisonbeginn 2003/04 in Kontiolahti lief er als 24. in der Verfolgung erstmals in die Punkte. Auch mit der Staffel schaffte er einen guten fünften Platz. Bei den Weltmeisterschaften 2004 wurde er nur in der Staffel eingesetzt und wurde Siebter. Auch die Europameisterschaften verliefen für ihn eher unbefriedigend. Nach einer mittelmäßigen Saison 2004/05 ohne wirklich herausragende Einzelergebnisse konnte er wieder Erfolge bei der Europameisterschaft in Nowosibirsk feiern. Mit der Staffel gewann er Silber und im Einzel verpasste er als Vierter eine Medaille nur knapp. Auch die Weltmeisterschaften 2005 in Hochfilzen verliefen recht erfolgreich. Korobejnikow wurde 38. im Einzel, 30. in der Verfolgung und Zehnter mit der Staffel.
Nach einem schlechten Einstieg in die Saison 2005/06 (94. Platz im Sprint von Östersund) wurde er zunächst wieder in den Europacup geschickt. Doch nachdem er dort das erste Rennen in Obertilliach sofort gewonnen hatte, kehrte er endgültig in den Weltcup zurück. Letztlich verlief auch diese Saison durchwachsen, hatte aber als Höhepunkt die Olympischen Spiele in Turin. Hier trat Korobejnikow im Einzel (54.) und in der Staffel (7.) an. Seine beste Saison war 2006/07. Während der Saison konnte er sich stetig verbessern, um schließlich zu den Biathlon-Weltmeisterschaften 2007 in Antholz in besonders guter Form zu sein. Im Einzel wurde er 16., mit der Mixed-Staffel Zehnter.
Korobejnikow trat auch im Sommerbiathlon an. 2003 wurde er in Forni Avoltri Staffelweltmeister.
Nach Abschluss der Saison 2008/09 kehrte er nach Russland zurück. Im Russland-Pokal (Kubok Rossii) der Saison 2009/10 startete er für die Auswahl der Region Krasnojarsk. Nach Saisonende beendete er seine aktive Karriere.
Ab 2010 arbeitete Korobejnikow als Trainer in seiner Heimatstadt Atschinsk. Dort starb er im Mai 2014 an den Folgen eines Autounfalls, den er zwei Monate zuvor erlitten hatte.

## Biathlon-Weltcup-Platzierungen
Die Tabelle zeigt alle Platzierungen (je nach Austragungsjahr einschließlich Olympische Spiele und Weltmeisterschaften).
- 1.–3. Platz: Anzahl der Podiumsplatzierungen
- Top 10: Anzahl der Platzierungen unter den ersten zehn (einschließlich Podium)
- Punkteränge: Anzahl der Platzierungen innerhalb der Punkteränge (einschließlich Podium und Top 10)
- Starts: Anzahl gelaufener Rennen in der jeweiligen Disziplin
- Staffel: inklusive Mixed- und Single-Mixed-Staffeln

| Platzierung                      | Einzel | Sprint | Verfolgung | Massenstart | Staffel | Gesamt |
| -------------------------------- | ------ | ------ | ---------- | ----------- | ------- | ------ |
| 1. Platz                         |        |        |            |             |         |        |
| 2. Platz                         |        |        |            |             |         |        |
| 3. Platz                         |        |        |            |             |         |        |
| Top 10                           |        |        |            |             | 14      | 14     |
| Punkteränge                      | 1      | 1      | 3          | 1           | 16      | 22     |
| Starts                           | 10     | 22     | 9          | 1           | 16      | 58     |
| Stand: nach der Saison 2009/2010 |        |        |            |             |         |        |